# 35 Comae Berenices
35 Comae Berenices, som är stjärnans Flamsteed-beteckning, är en multippelstjärna i stjärnbilden Berenikes hår. Stjärnan har en gemensam visuell magnitud +4,93 och synlig för blotta ögat. Baserat på parallaxmätning inom Hipparcosuppdraget på ca 11,5 mas, beräknas den befinna sig på ett avstånd på ca 283 ljusår (ca 87 parsek) från solen. Stjärnan rör sig närmare solen med en heliocentrisk radiell hastighet av ca -6 km/s.

## Egenskaper
Primärstjärnan 35 Comae Berenices A är en gul jättestjärna av spektralklass G5 III. Den har en radie som är ca 11 gånger större än solens och utsänder ca 91 gånger mera energi än solen från dess fotosfär vid en effektiv temperatur på ca 5 100 K.
35 Comae Berenices visades av Struve (1828) vara en vid dubbelstjärna, men den har slutfört mindre än ett halvt omlopp sedan dess och omloppselementen har förblivit dåligt avgränsade. Den har en omloppsperiod på 539 ± 95 år och en excentricitet på 0,2 ± 0,1. Följeslagaren 35 Comae Berenices B är troligen en stjärna i huvudserien av spektralklass F1 V. Primärstjärnan är i sig själv en spektroskopisk dubbelstjärna  med en omloppsperiod på 7,9624 ± 0,0117 år och en excentricitet på 0,63. En fjärde komponent, 35 Comae Berenices C, ligger separerad med 29 bågsekunder från primärstjärnan och kan ha en fysisk anknytning.